# فربيون قلموني
الفربيون القلموني (باللاتينية: Euphorbia antilibanotica) نوع نباتي يتبع جنس الفربيون من الفصيلة اللبنية.

## الموئل والانتشار
ينتشر في بلاد الشام.